# Nepskoeite
La nepskoeite è un minerale.

## Etimologia
Prende il nome dalla località di rinvenimento: nel deposito salino di Nepskoe, cittadina russa della Siberia orientale.